# Zouina Bouzebra
Zouina Bouzebra (née le 3 octobre 1990), est une athlète algérienne, spécialiste du lancer du marteau et du lancer du poids. 

## Carrière
Elle est médaillée d'argent du lancer du marteau et médaillée de bronze du lancer du poids aux Championnats d'Afrique juniors d'athlétisme 2009. Elle est médaillée de bronze du lancer du marteau aux Championnats panarabes d'athlétisme 2009.
Elle remporte la médaille d'or du lancer du marteau aux Championnats panarabes d'athlétisme 2015, Championnats panarabes d'athlétisme 2017 et aux Championnats panarabes d'athlétisme 2021, ainsi que la médaille d'argent dans la même discipline aux Championnats panarabes d'athlétisme 2011, aux Championnats panarabes d'athlétisme 2013 et aux Championnats panarabes d'athlétisme 2019.
Après la disqualification de l'athlète nigériane Sade Olatoye en novembre 2019, elle récupère la médaille de bronze en lancer du marteau des Jeux africains de 2019.
En 2021 Zouina Bouzebra remporte les championnats panarabes avec un nouveau record d'Algérie à 65,20 m.
Elle améliore ce record en 2022 avec 65,45 m lorsqu'elle décroche la médaille de bronze aux Jeux méditerranéens d'Oran. Un mois plus tard, elle porte ce record à 66,12 m lors des championnats d'Algérie d'athlétisme.
Elle remporte la médaille d'argent du concours de lancer du marteau aux Jeux panarabes de 2023 à Oran, ainsi qu'aux Jeux africains de 2023 à Accra, où elle bat son record personnel avec un lancer à 68,97 m.

## Palmarès
| Date | Compétition                     | Lieu         | Résultat       | Épreuve           | Temps   |
| ---- | ------------------------------- | ------------ | -------------- | ----------------- | ------- |
| 2007 | Jeux panarabes                  | Le Caire     | 5e             | Lancer du marteau | 42,66 m |
| 2007 | Championnats du monde jeunesse  | Ostrava      | Qualifications | Lancer du marteau | 39,30 m |
| 2009 | Championnats d'Afrique juniors  | Bambous      | 2e             | Lancer du marteau | 54,47 m |
| 2009 | Championnats d'Afrique juniors  | Bambous      | 3e             | Lancer du poids   | 12,84 m |
| 2009 | Championnats panarabes          | Damas        | 3e             | Lancer du poids   | 12,70 m |
| 2009 | Championnats panarabes          | Damas        | 4e             | Lancer du marteau | 51,78 m |
| 2010 | Championnats d'Afrique          | Nairobi      | 7e             | Lancer du marteau | 55,85 m |
| 2010 | Championnats d'Afrique          | Nairobi      | 6e             | Lancer du poids   | 11,67 m |
| 2011 | Championnats panarabes          | Al-Aïn       | 2e             | Lancer du marteau | 58,33 m |
| 2011 | Championnats panarabes          | Al-Aïn       | 4e             | Lancer du poids   | 12,43 m |
| 2011 | Jeux panarabes                  | Doha         | 4e             | Lancer du marteau | 57,33 m |
| 2011 | Jeux panarabes                  | Doha         | 4e             | Lancer du poids   | 12,37 m |
| 2012 | Championnats d'Afrique          | Porto Novo   | 6e             | Lancer du marteau | 57,31 m |
| 2013 | Championnats panarabes          | Doha         | 2e             | Lancer du marteau | 58,04 m |
| 2014 | Championnats d'Afrique          | Marrakech    | 5e             | Lancer du marteau | 58,71 m |
| 2015 | Championnats panarabes          | Madinat 'Isa | 1re            | Lancer du marteau | 60,06 m |
| 2015 | Jeux africains                  | Brazzaville  | 4e             | Lancer du marteau | 59,16 m |
| 2016 | Championnats d'Afrique          | Durban       | 5e             | Lancer du marteau | 61,62 m |
| 2017 | Championnats panarabes          | Radès        | 1re            | Lancer du marteau | 62,08 m |
| 2018 | Championnats d'Afrique          | Asaba        | 4e             | Lancer du marteau | 61,62 m |
| 2019 | Championnats panarabes          | Le Caire     | 2e             | Lancer du marteau | 63,07 m |
| 2019 | Jeux africains                  | Rabat        | 3e             | Lancer du marteau | 63,34 m |
| 2021 | Championnats panarabes          | Radès        | 1re            | Lancer du marteau | 65,20 m |
| 2022 | Championnats d'Afrique          | Saint-Pierre | 2e             | Lancer du marteau | 63,48 m |
| 2022 | Jeux méditerranéens             | Oran         | 3e             | Lancer du marteau | 65,45 m |
| 2022 | Jeux de la solidarité islamique | Konya        | 3e             | Lancer du marteau | 59,51 m |
| 2022 | Jeux de la solidarité islamique | Konya        | 5e             | Lancer du poids   | 10,99 m |
| 2023 | Jeux panarabes                  | Oran         | 2e             | Lancer du marteau | 65,59 m |
| 2024 | Jeux africains                  | Accra        | 2e             | Lancer du marteau | 68,97 m |
| 2024 | Championnats d'Afrique          | Douala       | 4e             | Lancer du marteau | 65,48 m |

## Records
| Épreuve           | Temps   | Lieu  | Date            |
| ----------------- | ------- | ----- | --------------- |
| Lancer du marteau | 68,97 m | Accra | 19 mars 2024    |
| Lancer du poids   | 13,35 m | Alger | 26 juillet 2023 |
| Lancer du disque  | 35,73 m | Alger | 24 juillet 2023 |